# ميا بيلتوفت
ميا بيلتوفت (بالدنماركية: Mia Biltoft)‏ مواليد 3 أبريل 1992، هي لاعبة كرة يد دانمركية تلعب كمحور. مثلت منتخب الدنمارك لكرة اليد للسيدات.

## روابط خارجية
- ميا بيلتوفت على موقع الاتحاد الأوروبي لكرة اليد (الإنجليزية)